# Tytus Akcjusz
Tytus Akcjusz – rzymski jurysta i ekwita. Pochodził z Pisaurum. Był uczniem Hermagorasa z Temnos.

W 66 r. p.n.e. wystąpił jako oskarżyciel w procesie Aulusa Kluencjusza Habitusa, oskarżonego o śmiertelne otrucie Oppianikusa, swojego ojczyma. Obrońcą Kluencjusza był Cyceron, który wygłosił w czasie procesu mowę Pro Cluentio.

Cyceron chwalił Akcjusza za jego zdolności retoryczne oraz wiedzę prawniczą.